# Бабс, Алис
Хи́льдур Али́с Шёблом-Ни́льссон (швед. Hildur Alice Sjöblom-Nilsson), известная под псевдонимом Али́с Бабс (швед. Alice Babs; 26 января 1924[…], Кальмар — 11 февраля 2014, Стокгольм) — шведская певица и актриса. Первая представительница Швеции на конкурсе песни «Евровидение-1958».

## Биография
Родилась 26 января 1924 года в Кальмаре в семье пианиста Йена Нильсона и певицы Хильдур Лильегрен. Почти всё своё детство провела в Вестервике, но позднее вместе с матерью переехала в Стокгольм, чтобы развивать свою карьеру певицы. Работала в самых разных жанрах, от фольклора до оперы, однако наибольшую известность приобрела как джазовая певица. Алис Бабс стала прототипом вымышленной певицы Хьёрдис «Флаббс» Брюнандер, персонажа шведского сатирического еженедельного журнала «Грёнчёпингс».

### Начало карьеры
В 1937 году по дороге домой с вечеринки, на которой она выступала вместе с отцом, пела песню, и её случайно услышала педагог по вокалу Лина Болдманн. Она была так впечатлена, что познакомилась с её матерью и предложила Алис жильё в Стокгольме, чтобы одарённая девочка имела возможность брать там уроки пения.
Директор школы, куда ходила пятнадцатилетняя Алис, посоветовал ей взять сценический псевдоним. Алис долго не могла определиться и решила попросить совета у Дагмар Сандстрём, владелицы студии «Din egen röst», где она пела. Та предложила «Бабс», сказав «ты выглядишь, как будто тебя зовут Бабс».
Алис Бабс дебютировала как свинговая певица в фильме «Swing it, magistern!» (1940). Она стала символом новой джазовой музыки, которая вызвала бурную реакцию у старших поколений.
Всего Алис Бабс снялась в двадцати мюзиклах.
В 1958 году вместе со скрипачом Свендом Асмуссеном и гитаристом Ульриком Ньюманом образовала вокальное джаз-трио «Swe-Danes». Они гастролировали по США в 1959-1960-х годах и выступали, например, на шоу Эда Салливана и в клубе «Коконат Гроув» в Лос-Анджелесе.

### «Евровидение» и дальнейшая карьера
В том же году Алис Бабс стала победителем шведского национального отбора «Melodifestivalen» с песней «Lilla stjärna», став первой представительницей Швеции на конкурсе песни «Евровидение», проходившем в голландском Хилверсюме, где она заняла четвёртое место с 10 баллами.
После участия в конкурсе, она начала сотрудничать с джазовым композитором Дюком Эллингтоном после того, как они встретились на шведской ТВ-программе в 1963 году. Она была единственным белым исполнителем, который пел с ним. Они записали совместный альбом «Serenade to Sweden» в Париже в 1966 году, выступали в США и несколько раз в Швеции и на норвежском телевидении. У Алис был невероятный диапазон в три с половиной октавы.
Много лет работала вместе с пианистом и артистом Чарли Норманом. Она также выпустила несколько совместных записей с Пувелом Рамелом, который также писал для неё музыку. В 1969 году Алис Бабс получила специальный приз Карла Герхарда. В 1972 году её назначили придворной певицей — до этого такой титул давали только оперным артистам. В 1974 году она стала членом Шведской королевской музыкальной академии.

### Последние годы и смерть
В 2008 году SVT выпустил документальный фильм о жизни Алис Бабс: «Alice Babs, Naturröstens hemlighet». Последнее большое интервью с Алис вышло на канале P4 Extra 29 мая того же года.
17 сентября 2012 года в программе «Fråga doktorn», её младшая дочь и певица Титти Шёблом сообщила, что весной того же года у Алис случился инсульт. В середине июня 2013 года семья Алис рассказала, что ей диагностировали болезнь Альцгеймера и сосудистую деменцию и что теперь она живёт в специальном медицинском учреждении для умалишённых.
Скончалась 11 февраля 2014 года в Стокгольме после продолжительной болезни в возрасте 90 лет.

## Личная жизнь
- Отец — Йен Нильсон (1895—1958), пианист.
- Мать — Хильдур Нильсон-Лильегрен (1894—1984), певица.
- Сестра — Хильдур Рене Хедсен-Нильсон (1930—2012).
  - Двое племянников, имена которых неизвестны.
- Муж (1944—2011): Нильс Ивар Шёблом (1919—2011), актёр.
  - Дочь — Лиллеба Лагербек-Шёблом (род. 1945), певица.
  - Сын — Ларс-Ивар (Лассе) Шёблом (род. 1948), певец.
  - Дочь — Титти Элиассон-Брейтхольц-Шёблом (род. 1949), певица.
    - Внук — Клаас Брейтхольц (род. 1973).
    - Внук — Нильс Брейтхольц (род. 1978).
      - Правнук — Деннис Брейтхольц.

## Дискография

### Синглы
- 1940 — «Oh Boy, Oh Boy»
- 1940 — «Regntunga skyar (andra repris)»
- 1940 — «Regntunga skyar (repris)»
- 1940 — «Regntunga skyar»
- 1940 — «Swing it, magistern»
- 1940 — «Swing ling lej»
- 1941 — «En liten smula kärlek»
- 1941 — «Pythagoras swing»
- 1941 — «Swing ändå»
- 1942 — «Å så svänger vi ett tag»
- 1942 — «Alice i Tyrolen»
- 1942 — «Här på Söder»
- 1942 — «Inget gäng är som Vårat Gäng»
- 1942 — «Joddel-paraden»
- 1942 — «Låt mig bli med i erat gäng»
- 1942 — «Swing, Fula Fluga, Swing»
- 1943 — «Swing it, magistern»
- 1944 — «Cocktail Swing»
- 1944 — «Gå Upp Och Pröva Dina Vingar»
- 1947 — «En cent för en kyss»
- 1947 — «När du hör min melodi»
- 1947 — «Rumba i Balders hage»
- 1947 — «Sången om Stockholm (Men kunde vi bara få vind igen)»
- 1947 — «Sjungom studentens lyckliga dag»
- 1947 — «Swingminded»
- 1952 — «Dockorna»
- 1952 — «Han kom från Texas»
- 1952 — «Ole Dole Doff»
- 1952 — «Rainbow Street»
- 1953 — «Barrels 'N Barrels Of Roses / Jag Ger Rosor»
- 1953 — «Emilvisan»
- 1953 — «En Gång Jag Seglar I Hamn»
- 1953 — «Et Lille Kærtegn / En Klapp På Kinden»
- 1953 — «Fjärran Sol Och Måne»
- 1953 — «Kingdom Coming / The Year of Jubilo»
- 1953 — «På Söndag»
- 1953 — «Parasollvisan»
- 1956 — «Det är inte sant»
- 1956 — «Dongdingeldang»
- 1958 — «Lilla stjärna»
- 1958 — «Swing it, magistern»
- 1959 — «Det svänger på slottet»
- 1959 — «Det tvivlar jag en aning på»
- 1959 — «Ingen är som du»
- 1996 — «Käre John»
- 1998 — «Jag har en liten radiola»
- 2003 — «Billy Boy»
- 2003 — «Gläns öer sjö och strand»
- 2003 — «Lullaby of Birdland»
- 2004 — «Droppen Dripp och Droppen Drapp»
- 2013 — «Filosofisk dixieland»
- 2014 — «Twiedlie Die»

### Альбомы
- 1958 — «When the Children Are Asleep…» (совместно с Ульриком Ньюманом)
- 1959 — «Alice and Wonderband»
- 1960 — «Scandinavian Shuffle — The Utterly Fantastic Swe-Danes» (в составе «Swe-Danes»)
- 1961 — «Med Swe-Danes på Berns» (в составе «Swe-Danes»)
- 1962 — «På begäran» (в составе «Swe-Danes»)
- 1963 — «Sjung med oss Mamma» (совместно с Титти Шёблом)
- 1964 — «Scandinavian Songs with Alice and Svend» (совместно со Свендом Асмуссеном)
- 1965 — «Den olydiga ballongen»
- 1966 — «Alice Babs sjunger Bach och Mozart»
- 1966 — «Serenade to Sweden» (совместно с Дюком Эллингтоном)
- 1967 — «Alice Babs '67»
- 1968 — «Alice Babs sjunger Borghild Arnérs visor — Hej du måne»
- 1968 — «Det hopfällbara slottet» (совместно с Титти Шёблом и другими)
- 1970 — «Söndag»
- 1971 — «Elizabethan Love Songs»
- 1972 — «Alice in Israel»
- 1972 — «Äntligen! Alice & Svend» (совместно со Свендом Асмуссеном)
- 1972 — «Noaks Ark» (совместно с Яном Мальмшё)
- 1973 — «Alice Babs på Gröna Lund»
- 1974 — «Music with a Jazz Flavour»
- 1974 — «Om sommaren sköna»
- 1975 — «Alice Babs Serenading Duke Ellington»
- 1975 — «Alice Babs sjunger Alice Tegnér»
- 1976 — «Glädjen — Alice & Titti på Berns» (совместно с Титти Шёблом)
- 1977 — «Somebody Cares»
- 1978 — «Far Away Star» (совместно с Дюком Эллингтоном и другими)
- 1979 — «Simple Isn’t Easy»
- 1981 — «What a Joy!»
- 1998 — «Swingtime Again»
- 1999 — «A Church Blues for Alice»
- 2001 — «Don’t Be Blue»
- 2007 — «Illusion»
- 2009 — «As Time Goes By»

### Композитор
- 1953 — «I dur och skur»

## Фильмография
- 1938 — «Blixt och dunder»
- 1939 — «Verdensberømtheder i København»
- 1940 — «Swing it magistern!»
- 1941 — «Magistrarna på sommarlov»
- 1941 — «Sjung och le»
- 1942 — «En trallande jänta»
- 1942 — «Vårat gäng»
- 1943 — «Vi mötte stormen»
- 1944 — «Örnungar»
- 1945 — «Skådetennis»
- 1946 — «Det glada kalaset»
- 1947 — «Sången om Stockholm»
- 1950 — «Terras fönster 4»
- 1952 — «Drömsemester»
- 1952 — «H.C. Andersens sagor»
- 1953 — «I dur och skur»
- 1953 — «Kungen av Dalarna»
- 1953 — «Resan till dej»
- 1955 — «Sommarflickan»
- 1956 — «Золотая симфония»
- 1956 — «Bitte recht freundlich!»
- 1956 — «Swing it, fröken»
- 1957 — «Schwedenpunsch»
- 1957-1958 — «Show Band Parade»
- 1958 — «Jazzgossen»
- 1958 — «Kalle Anka och hans vänner önskar God Jul»
- 1958 — «Musik ombord»
- 1959 — «Det svänger på slottet»
- 1959 — «Intermezzo mit Vieren»
- 1959 — «Pfingstbummel - Pfingstrummel»
- 1959 — «Spiel mit Vieren: mit einer Dame und drei Buben»
- 1963-1971 — «Hylands hörna»
- 1965 — «Sextet»
- 1966 — «En gränslös kväll på Operan»
- 1967 — «Askungen»
- 1968 — «Det hopfällbara slottet»
- 1971 — «På parkett»
- 1973 — «Ulla Billquist - på återseende»
- 1982 — «Gäst hos Hagge»
- 1982 — «Kafé 18»
- 1987 — «Artister i fält»
- 1988 — «Lasse Lönndahl 60 år» (архив)
- 1991 — «Spelhålan»
- 1993 — «L'Oeil du cyclone» (архив)
- 1993 — «Minns Ni?» (архив)
- 1993 — «Möte med Hasse»
- 1996 — «Другая сторона Воскресенья»
- 1996 — «Hoe win ik het songfestival» (архив)
- 1996 — «Svensk Jazz»
- 1998 — «Доктор архипелага»
- 1999 — «Hundra svenska år»
- 2001 — «Allsång på Skansen»
- 2002 — «Knäppupp hurra, Povel Ramel!»
- 2002 — «Пятая женщина»
- 2003 — «BingoLotto»
- 2003 — «Capricciosa»
- 2003 — «Ramona»
- 2003 — «Så ska det låta»
- 2004 — «Skeppsholmen»
- 2005 — «Tour d'Eurovision» (архив)
- 2008 — «Alice Babs, Naturröstens hemlighet»
- 2010 — «Alice Babs - Swing it!»
- 2013 — «Alice Babs förlorade rättigheter»
- 2013 — «Вальс для Моники»
- 2014 — «В лабиринте молчания»
- 2016 — «När molnen skingras» (посмертно)
- 2020 — «Melodifestivalen 2020» (архив)
- 2021 — «Nick, Simon & Kees: Take a Chance on Me» (архив)
- 2021 — «Волшебная сказка на Рождество»

## Награды
- В 1990 году награждена финской медалью «Pro Finlandia»[18].
- В 2003 году была удостоена золотой медали за выдающиеся заслуги в шведской культуре — Иллис кворум.